# Trang
Trang (Thai: ตรัง) ist die Hauptstadt der Provinz Trang in der Südregion Thailands. Sie liegt im Landkreis (Amphoe) Mueang Trang. Seit 1999 hat sie den Verwaltungsstatus einer „Großstadt-Kommune“ (Thesaban Nakhon).
Trang hat 60.735 Einwohner (Stand 2012).

## Geographie
Die Provinz Trang liegt an der Andamanenseeküste in der Südregion von Thailand.
Die Provinzhauptstadt selbst liegt am Mae Nam Trang (Trang-Fluss) etwa 20 Kilometer entfernt von der Andamanensee, einem Nebenmeer des Indischen Ozeans. Die Umgebung zeigt sich als sanfte Hügellandschaft mit endlosen Kautschukplantagen.

## Wirtschaft und Verkehr
Nach den von malaiischen Rebellen ausgelösten Unruhen kümmert sich die thailändische Regierung verstärkt um den Süden und investiert in Bewässerung und Infrastruktur. Kautschuk ist das Hauptprodukt der regionalen Landwirtschaft und die Stadt dient als Hauptumschlagplatz.
Trang besitzt einen Bahnhof an der Bahnstrecke Thung Song Junction–Kantang, einer Zweigstrecke der Südbahn, die Bangkok mit Malaysia verbindet. Trang wird vom gut fünf Kilometer südlich des Stadtzentrums gelegenen Regionalflughafen Trang (IATA-Flughafencode: TST) bedient, der seit 2008 deutlich an Bedeutung gewonnen hat.

## Geschichte
Trang lag seit etwa 2000 Jahren direkt an der Küste der Andamanensee. Wegen der ständigen Überflutung in den jahreszeitlichen Unwettern  wurde sie im 19. Jahrhundert in das Landesinnere verlegt.

## Sehenswürdigkeiten
- Stadtpark – mit See und mit Blick auf ein typisch südthailändisches Stadtbild
- Chinesische Tempel – mit interessanten Darstellungen der Hölle, etwa drei Kilometer nördlich der Stadt
- Großer Markt in der Nähe des Bahnhofs in Trang

## Bildung
Ein Nebencampus der Prince of Songkla-Universität liegt wenige Kilometer außerhalb der Stadtgrenze.

## Persönlichkeiten
- Chuan Leekpai (* 1938), Politiker
- Annop Chaipan (* 1983), Fußballspieler
- Keradit Borimart (* 1997), Fußballspieler
- Warris Choolthong (* 2004), Fußballspieler